# Cassafroneta forsteri
Cassafroneta forsteri Blest, 1979 è un ragno appartenente alla famiglia Linyphiidae.
È l'unica specie nota del genere Cassafroneta.

## Distribuzione
La specie è stata rinvenuta in Nuova Zelanda, ne è un endemismo.

## Tassonomia
Dal 2002 non sono stati esaminati esemplari, né sono state descritte sottospecie al 2012.